# Charles-Hippolyte Paillard
Pour les articles homonymes, voir Paillard.
Charles-Hippolyte Paillard, né le 19 décembre 1823 à Valenciennes et mort le 17 novembre 1881 à Maroilles, est un  historien français.

## Biographie
Bachelier ès lettres, il fait des études de droit à Paris, puis revient dans sa région natale où il exerce en tant qu'avocat. Suivant les traces de son père, Hippolyte Paillard, il devient notaire en 1849, activité qu'il exerce jusqu'en 1872. Grand amateur et collectionneur d'art, il entame à partir de 1853 une activité d'historien parallèlement à sa profession. Spécialiste de l'histoire de Valenciennes et des Pays-Bas espagnols du XVIe siècle, il est l'auteur de nombreuses publications. Elles lui valent notamment d'être lauréat de l'Institut de France en recevant le second prix Gobert en 1876 pour l’Histoire des troubles religieux de Valenciennes.
Il est membre correspondant de la Société d'agriculture, sciences et arts de Valenciennes.

## Publications

### Livres
- Histoire des troubles religieux de Valenciennes: 1560-1567, quatre tomes, Bruxelles : C. Muquardt ; La Haye : M. Nijhoff, 1874-76 (lire en ligne le tome 3)
- Notes et éclaircissements sur l'histoire générale des Pays-Bas et sur l'histoire de Valenciennes au XVIe siècle, Valenciennes : Vve E. Prignet, 1879 (lire en ligne)
- Additions critiques à l'histoire de la conjuration d'Amboise, Paris : [s. n.], 1880.

### Articles
- « Détournement au profit des huguenots français d'un subside envoyé par Philippe II à Catherine de Médicis », Revue historique, t. 2,‎ 1876, p. 490-499 (lire en ligne)